# 449 (số)
449 (bốn trăm bốn mươi chín) là một số tự nhiên ngay sau 448 và ngay trước 450.